# Jerzy Bitter

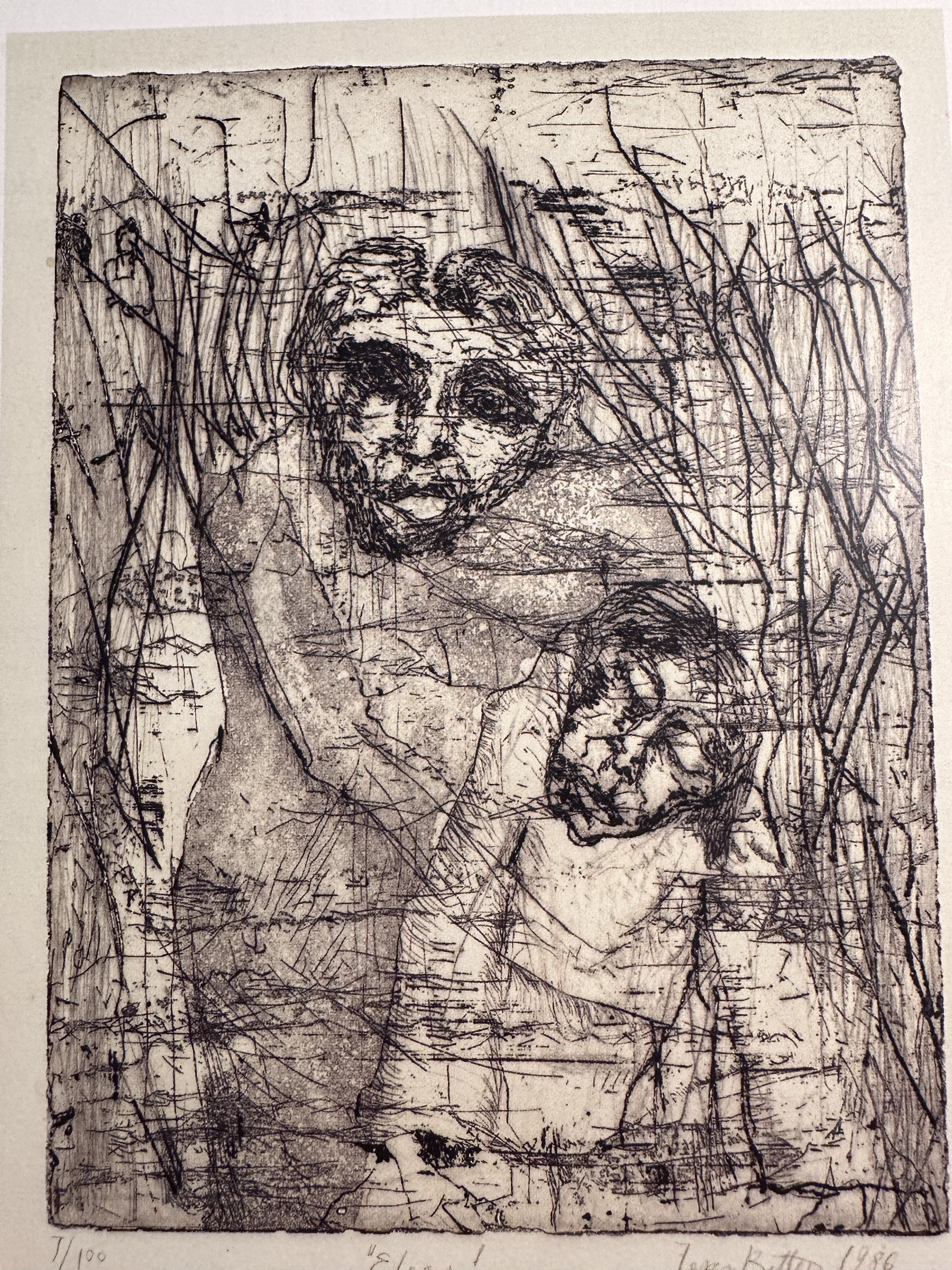
Aguafuerte, impresión

Jerzy Bitter (Jurek Bitter) (nacido el 4 de abril de 1941 en Leópolis, fallecido el 7 de febrero de 2020) fue un pintor polaco-estadounidense, conocido por sus obras que representan temas del Holocausto.

## Biografía
Jerzy Bitter nació el 4 de abril de 1941 en Lviv. Su madre, Cecylia Bitter (1912-2005), nacida Hirschfeld, nació el 31 de julio de 1912 en Przemyśl. Era economista y tecnóloga de nutrición. Su padre, Marek Bitter (c. 1903–1965), en el período de posguerra fue activista del Comité Central de Judíos Polacos, y falleció en 1965 . La familia no era religiosa y se adhería a ideales comunistas y socialistas.
El 1 de septiembre de 1939, tras la invasión alemana de Polonia, la familia se trasladó a Lviv, que fue ocupado por los alemanes en 1941. La familia se trasladó al gueto de Varsovia. En 1942, Cecylia Bitter escapó con Jerzy y inicialmente lo escondió con su antigua profesora, Maria Strasburger, y más tarde con Zofia Czerny en el lado ario de Varsovia.
Después de la guerra, la familia regresó a Varsovia. Jerzy estudió en la Universidad de Tecnología de Varsovia, obteniendo una maestría en química en 1965. Alrededor de 1965, se mudó a Israel para comenzar estudios doctorales en el Instituto Weizmann de Ciencias (1965-1967). Un trágico accidente de motocicleta en Israel alrededor de los 25 años significó que no pudo continuar sus estudios de química; olvidó sus conocimientos en química. En 1968, emigró a Estados Unidos y comenzó estudios de arte en la Liga de Estudiantes de Arte de Nueva York y en la Universidad de Nueva York, obteniendo un Máster en Bellas Artes en 1975. Pintaba solo con una mano. En 2019, se cayó en su estudio y le amputaron la pierna debido a un coágulo de sangre. Falleció al principio de la pandemia de COVID en 2020.

## Carrera artística
Jerzy Bitter comenzó a pintar como parte de la terapia después de su accidente. Él escribió

Después de la guerra, en una Varsovia devastada, fui uno de los pocos niños judíos que sobrevivieron al Holocausto y uno de los pocos niños que sobrevivieron al gueto de Varsovia. De niño escuché a las personas que emergieron del escondite, de los campos, de fingir ser gentiles. En mi casa después de la guerra, era como si la guerra aún continuara. Las personas que sobrevivieron no podían dejar de contar sus historias. Recuerdo estar sentado en el sofá mientras la querida amiga de mi padre, que había sobrevivido a Auschwitz, contaba su historia. Tenía la cabeza rapada. Tenía cuatro años en ese momento. Mi padre tenía una biblioteca muy grande de memorias y fotos del Holocausto. Cuando tenía siete, ocho y nueve años, me sumergía en leer y mirar estas fotos. El Holocausto parecía más real que el mundo real ... todavía hay en mí un sentimiento de pérdida. Ahora siento que durante muchos años estuve recogiendo el dolor, preparándome para convertirme en un pintor de la tristeza. Quiero que el espectador sienta el sufrimiento de las personas como individuos, no como una masa. Fueron mis abuelos los que murieron, mis primos. Quiero que el espectador imagine cómo se sintieron los niños supervivientes del Holocausto después de perder a todos.

Dejó atrás un legado de unas 250 pinturas, la mayoría de las cuales representan el tema del Holocausto, a menudo incluyendo a su hija, con solo unas pocas representando otros temas, incluyendo varios de su perros. Tenía su estudio en la esquina de la calle 52 y la avenida 10 en la ciudad de Nueva York.
En 2021, la "Galería de Arriba en la Congregación Shomrei Emunah en Montclair" organizó una exposición retrospectiva de sus pinturas. Su obra está en las colecciones permanentes del Museo Conmemorativo del Holocausto de los Estados Unidos (gracias a la Fundación Henry y Rosa Segal) en Washington D. C., Museo Judío de Nueva York, Museo del Luchador del Ghetto en Haifa, Israel, y Centro de Arte y Cultura de Hollywood, Florida.
Bitter tuvo numerosas exposiciones individuales a lo largo de su vida, incluyendo en una galería privada en Montclair, Nueva Jersey en 2013, La Fundación Kosciuszko en Nueva York en 1995, y una exposición de acuarelas y grabados conmemorando el Levantamiento del Gueto en 1943 en Ámsterdam, Países Bajos en 1995. Sus obras también se exhibieron en la Galería de la Comunidad Unitaria Universalista de Huntington en Northport, NY en 1995, la Embajada de la República de Polonia en Washington D. C. en 1993, el Ministerio de Cultura y Artes en Varsovia, Polonia en 1993, Salón del Centro Nacional de Artes en Ottawa en 1993, Centro Comunitario Judío en Pittsburgh, PA en 1992, y en varias otras galerías e instituciones culturales.
También participó en muchas exposiciones colectivas, incluyendo One-by-One, Exposición Multimedia en la Biblioteca Pública Carver en Carver, MA en 1999, Galería de Arte del Hudson Guild en Nueva York en 1993, Museo del Holocausto en Auschwitz en 1990, Instituto Americano de Cultura Polaca en Miami, FL en 1990, Galería Cork en el Lincoln Center en Nueva York en 1989, y muchos otros lugares.

## Vida personal
Jerzy se casó durante sus estudios en la Universidad de Nueva York y tuvo una hija, Eva, en 1980. Vivió y trabajó en la ciudad de Nueva York.
Escribió memorias. Junto con su madre, escribió el libro "Visiones e historias de una infancia en el Holocausto".
La Institución Smithsonian tiene una cinta de archivo con su entrevista. 